# فتاة إيده

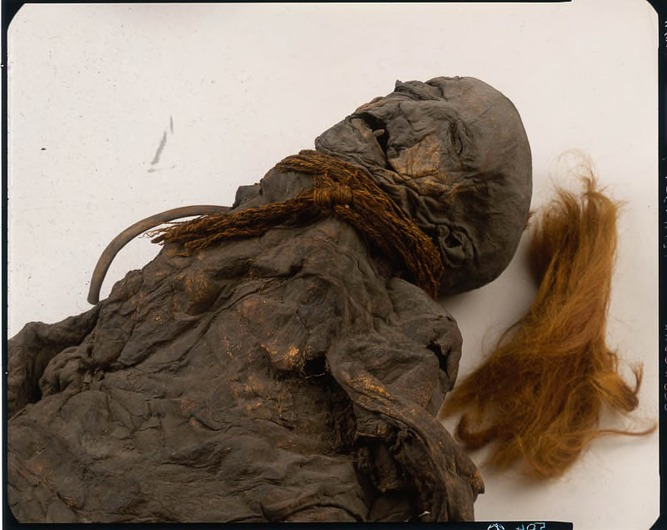
رأس وجذع فتاة إيدي

فتاة إيده هي جثة من العصر الحديدي عُثر عليها في مستنقع ستيففين الخثي بالقرب من قرية إيده في هولندا. عُثر عليها في 12 أيار/مايو 1897، ويُقال أنها كانت محفوظة بشكل غريب عند اكتشافها (وخاصةً شعرها)، ولكن بحلول الوقت الذي سُلّمت فيه الجثة إلى السلطات بعد أسبوعين، كانت قد تضررت بشدة وتدهورت حالتها. سُحبت معظم أسنانها وشعرها من جمجمتها، كما أُفيد بأن أدوات قطع الخث قد ألحقت أضرارًا بالغة بالجثة.

## فحص الجثة

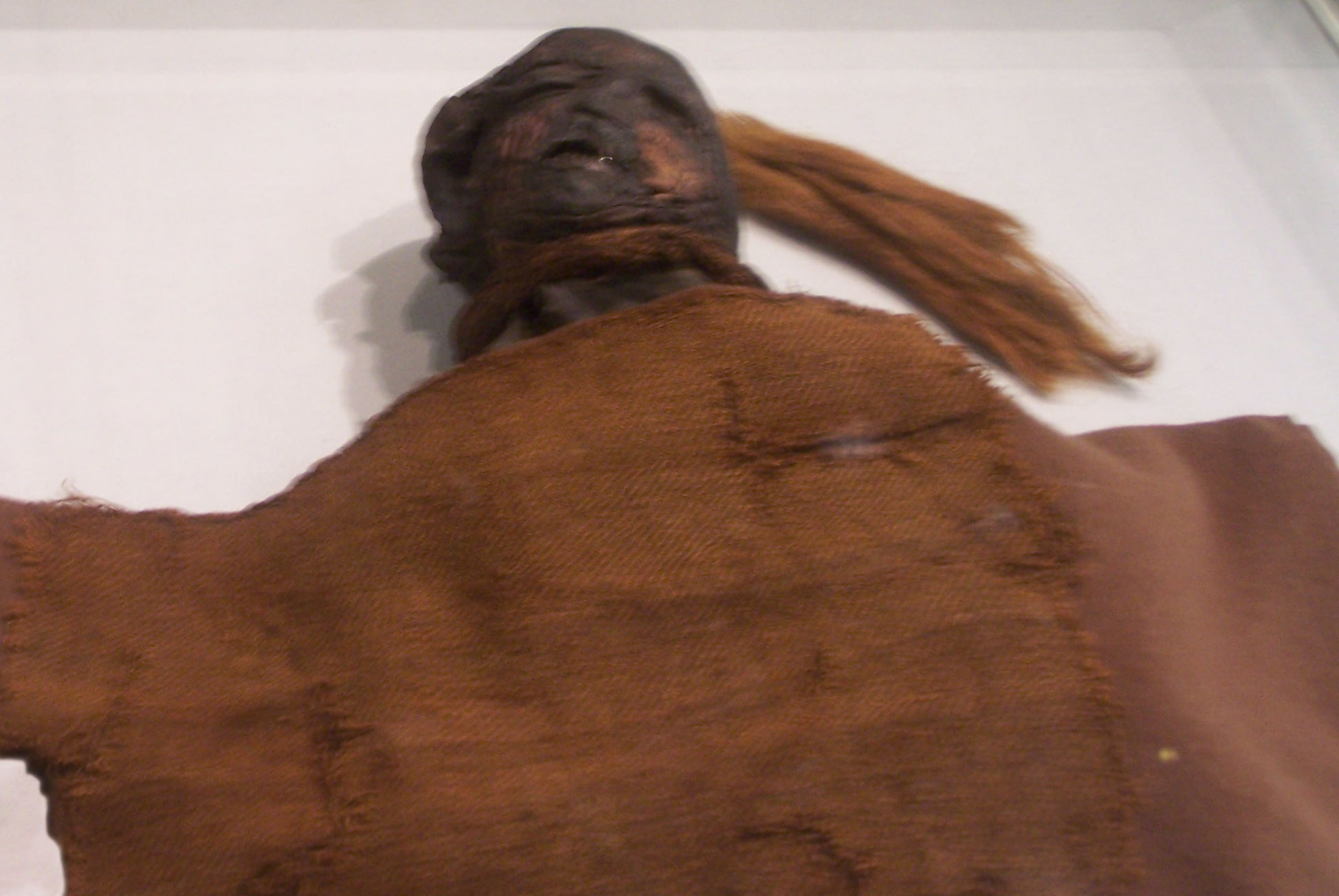
جسد الفتاة إيدي

أشارت اختبارات الكربون 14 إلى أن فتاة إيده توفيت بين عام 54 قبل الميلاد وعام 128 بعد الميلاد في عمر تقريبي يبلغ 16 عامًا. كان شعرها أشقرًا محمرًا طويلًا، لكن كان يُعتقد في البداية أن أحد جانبي رأسها قد حُلق قبل وفاتها. ومع ذلك، أشارت الدراسات الحديثة التي أجريت على ويندبي الأول إلى أن ظاهرة الشعر المحلوق في بعض أجسام المستنقعات قد تشهد ببساطة على تعرض أحد جانبي الرأس للأكسجين لفترة أطول قليلاً من الجانب الآخر. أظهرت الفحوص أنها كانت تعاني من مرض الجنف. كان طولها 137 سنتيمتر (4 قدم 6 بوصة)، وهو صغير نسبيًا لشخص يبلغ من العمر ستة عشر عامًا.

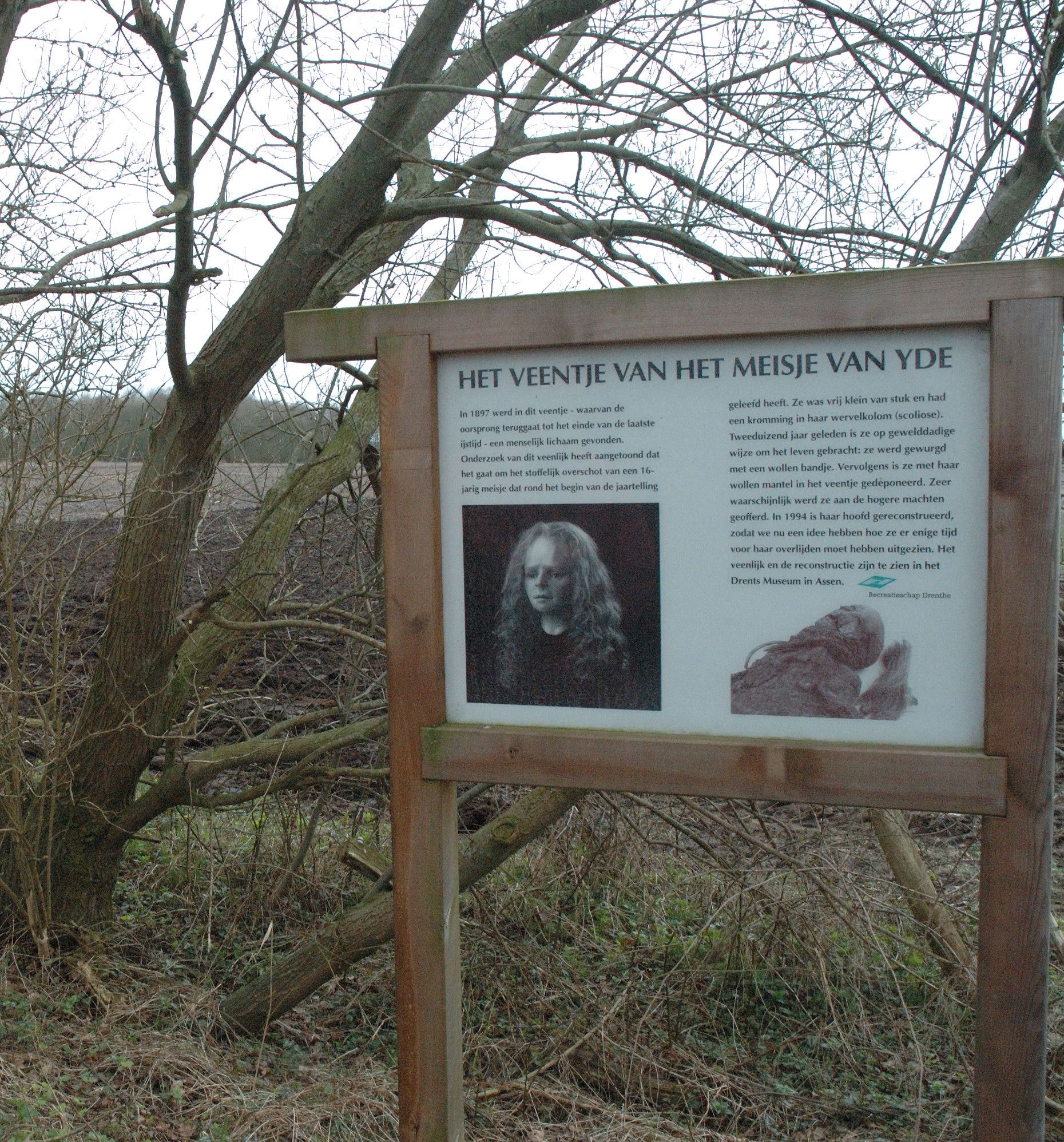
الموقع الذي وجدت فيه فتاة إيده

وجدت الجثة مرتدية عباءة من الصوف وشريطًا صوفيًا مصنوعًا بتقنية التضفير المعروفة باسم سبرينج، ملفوفًا حول الرقبة، مما يشير إلى أنها أُعدمت أو قُدِّمت قربانا. كان هناك أيضًا طعنة في منطقة الترقوة، لكن تبين أنها لم تكن سبب الوفاة. يُعتقد أنها ربما ماتت وهي فاقدة للوعي، حيث لم تكن هناك جروح دفاعية على اليد التي اقتطعت من الجسم، على عكس حالة مماثلة في ألمانيا (فتى كايهاوزن)، الذي كان لديه جرح في يده اليسرى من محاولة دفاع واضحة. كما هو الحال مع معظم أجسام المستنقعات، حُفظ الجلد والملامح بسبب حمض التانيك الموجود في مياه المستنقع. مع ذلك، لسوء الحظ، عندما تم التنقيب عن فتاة إيده، تسبب الحفارون عن طريق الخطأ في جرح في الجمجمة. لم يبق من جسد الفتاة سليما حتى اليوم إلا الجذع والرأس واليد اليمنى والقدمين. أما بقية جسدها فإما أنه لم يحفظ جيدًا أو تضرر بواسطة أدوات قطع الخث.

## عرض الجثة
تم عرض فتاة إيدي ولم يتم إجراء المزيد من الدراسات على البقايا حتى عام 1992. قام ريتشارد نيف، من جامعة مانشستر، بأخذ فحص مقطعي محوسب لجمجمة ايد جيرل وحدد عمرها، تشريحيًا وتاريخيًا. اكتسبت فتاة يدي شهرة دولية عندما قام نيف بإعادة بناء رأسها باستخدام تقنيات من جراحة التجميل وعلم الأمراض الجنائية. وبسبب حالة الجسم، فإن العمل على إعادة البناء شمل بعض التخمينات، على سبيل المثال، الأنف وبعض ملامح الوجه الأخرى. يتم عرض فتاة يدي وإعادة بنائها الحديثة في متحف درينتس في آسن.
تم نقل الفتاة يدي، إلى جانب روتر فرانز ورجال ويردينج، عبر العالم في جولة متحفية في أوائل ومنتصف العقد الأول من القرن الحادي والعشرين. أثار المعرض احتجاجات في كندا، حيث تحظر المعايير الأخلاقية عرض جثث السكان الأصليين، وغالبًا ما يعتبر الخبراء والجمهور على حد سواء عرض الموتى أمرًا غير لائق.

## روابط خارجية
- فتاة إيدي - كما تم اكتشافها وإعادة بناء وجهها في موقع مقابر مومياء جيمس إم ديم.
- ناشيونال جيوغرافيك، سبتمبر 2007: "حكايات من المستنقع".